# Ângela Ferreira

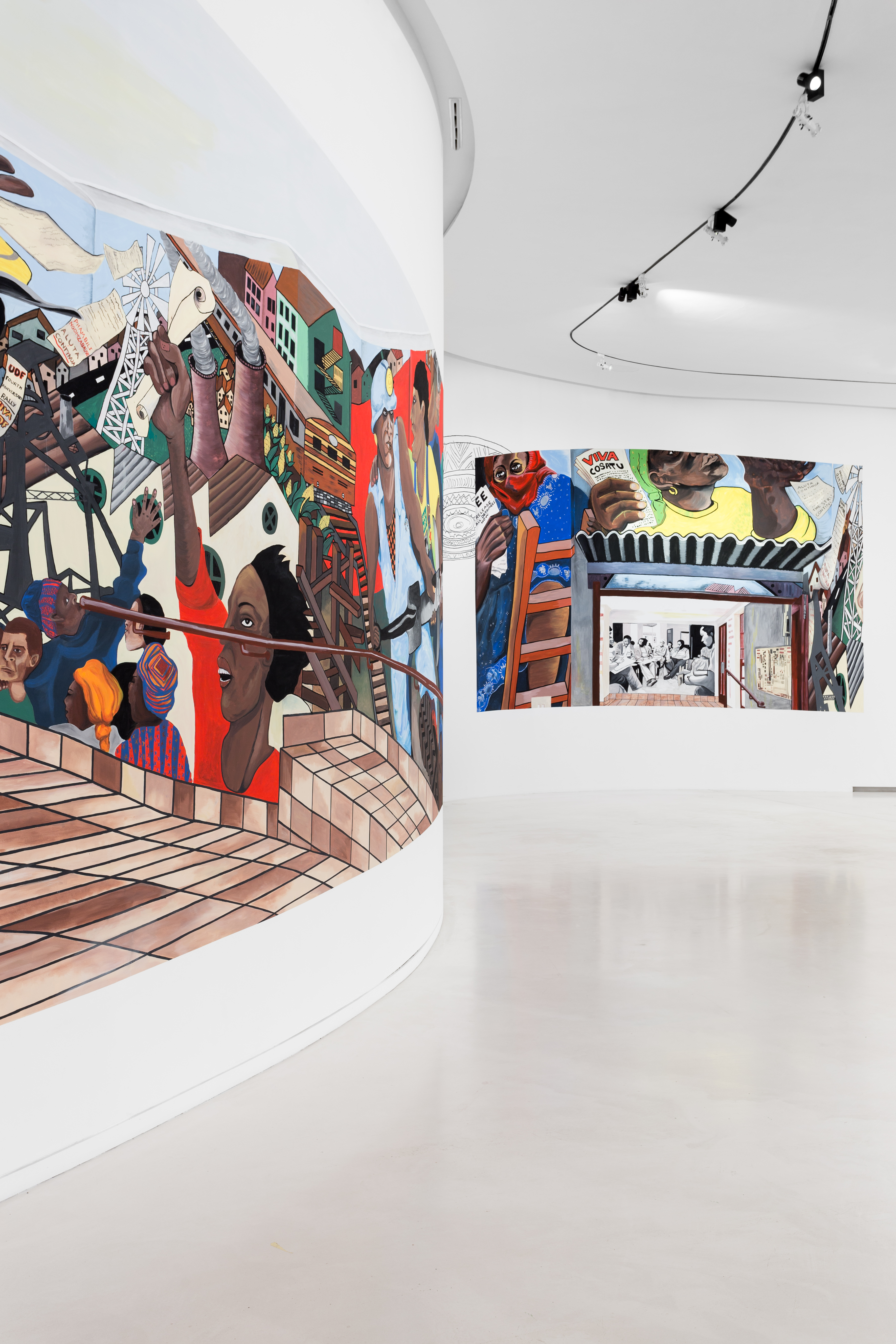
Ângela Ferreira, Pan African Unity Mural - detalhe de exposição no Maat - 2018. Tinta acrílica sobre parede, dimensões variáveis.

Ângela Ferreira (Maputo, Moçambique, 1958) é uma artista plástica de origem portuguesa. Viveu na Cidade do Cabo durante o apartheid e que atualmente vive e trabalha em Lisboa. Licenciou-se em escultura e obteve o seu Master of Fine Arts (MFA) na Michaelis School of Fine Arts, Universidade da Cidade do Cabo, África do Sul, e é doutorada pela Faculdade de Belas Artes da Universidade de Lisboa. 

## Arte
O trabalho artístico de Ângela Ferreira reflete sobre as consequências do colonialismo e do pós-colonialismo na sociedade contemporânea através de uma investigação histórica e formal apurada. É representada pela Galeria Filomena Soares em Lisboa, Portugal e a Galeria Stevenson na Cidade do Cabo, África do Sul.
Atualmente apresenta a exposição individual Monuments in Reverse (17 janeiro - 15 março 2015) no Centro para os Assuntos da Arte e Arquitectura em Guimarães, Portugal, que reúne um conjunto de obras realizadas entre 2008-2012. A exposição com curadoria de Ana Balona de Oliveira tem por objetivo mostrar o processo artístico e reflexivo da artista, potenciando o estabelecimento de novas relações entre as obras presentes na exposição, e dando visibilidade a aspetos menos óbvios da sua prática.

## Participação na 52ª Bienal de Veneza

Ângela Ferreira, For Mozambique (Model no. 3 for propaganda stand, screen and loudspeaker platform celebrating a post-independence Utopia), 2008
Madeira, ferro, impressão sobre PVC, 2 DVD projeção de video 2- canais, 60’ (loop)
450 x 500 x 100 cm
Col. Fundação Calouste Gulbenkian.

A 52ª Bienal de Veneza realizou-se entre 10 de junho e 21 de novembro de 2007 com o título Think with the Senses - Feel with the Mind. Art in the Present Tense, com curadoria geral de Robert Storr (n.1949).  Ângela Ferreira representou Portugal nesta edição com o projeto Maison Tropicale com curadoria de Jürgen Bock (n.1962). O seu projeto constituíu-se por documentação fotográfica e uma escultura realizadas a partir da sua investigação às três Casas Tropicais do arquiteto francês Jean Prouvé (1901-1984). Estas casas foram instaladas nas cidades de Niamey em Níger e em Brazzaville na República do Congo entre 1949-1951 e retiradas em 2001 depois de adquiridas por Eric Touchaleaume.
Foi produzido um catálogo bilíngue em paralelo com a exposição. A publicação contém informação sobre o projeto de Ângela Ferreira e ensaios de Jürgen Bock, Manthia Diawara, Andrew Renton e Gertrud Sandqvist.
A representação portuguesa na 52ª Bienal de Veneza foi organizada e financiada pelo Instituto das Artes do Ministério da Cultura Portuguesa e pelo Turismo de Portugal. O pavilhão de Portugal localizou-se na Fondaco Marcello, um armazém situado numa das margens do Grande Canal, entre as pontes Academia e Rialto.
No âmbito da participação de Ângela Ferreira na 52ª Bienal de Veneza foi realizado o documentário Maison Tropicale por Manthia Diawara (n.1953), produzido pela Maumaus. O filme revela algumas das histórias e memórias das pessoas ligadas às Casas Tropicais de Jean Prouvé.

Ângela Ferreira, Pau-a-pique, 2016
Madeira, bambu, slide, desenho, fotografia.
Performance: Selma Uamusse, na Old School, Lisboa.
Fotografia: Vera Marmelo

## Arte pública
- 2013 – Entrer dans la mine, Bienal de Lubumbashi, Républica Democrática do Congo[ligação inativa]
- 2012 – Rega, Parque de Escultura Contemporânea, Almourol, Vila Nova da Barquinha, Portugal
- 2010 – Cape Sonnets - Utopia and Monument II, Steirischer Herbst festival, Curadoria: Sabine Breitwieser. Graz, Áustria
- 2008 – Monumento ao D. Flavin - 7 Maravilhas, Castelo de Guimarães, Guimarães
- 2008 – Meridian House, Frieze Sculpture Park, Londres
- 2008 – Sesriem - O poço das seis correias, Santo Tirso, Portugal
- 1998 – Kanimambo, Parque das Nações, Lisboa | Lisbon, Portugal

## Coleções públicas
A obra de Ângela Ferreira pertence a várias coleções públicas: Maat, Lisboa, Portugal; Fundação EDP, Lisboa, Portugal; Fundação Calouste Gulbenkian, Lisboa, Portugal; Fundação Serralves, Porto, Portugal; CGAC, Santiago de Compostela, Espanha; Market Gallery Foundation, Joanesburgo, África do Sul; South African National Gallery, Cidade do Cabo, África do Sul; The Johannesburg Art Gallery, Joanesburgo, África do Sul; MEIAC - Museo Extremeño e Iberoamericano de Arte Contemporáneo, Badajoz, Espanha; Museion - Museum of Modern and Contemporary Art, Bolzano, Itália; e The Walther Collection Neu-Ulm/Bulafingen, Alemanha.

## Prémios
- 2018 — Honorary Research Fellow, WCI, Wits University
- 2015 — Distinção Mulheres Criadoras de Cultura, categoria Artes Plásticas

- 2015 — Prémio Novo Banco Photo 2015
- 2003 — Honorary Research Associate, Michaelis School of Fine Art, Cidade do Cabo, África do Sul
- 1997 — Finalista do Prémio União Latina, Lisboa, Portugal
- 1995 — Prémio de escultura, Bienal Caldas da Rainha
- 1989/90 —  Bolseira da Fundação Calouste Gulbenkian, Lisboa
- 1989/90 — Artista convidada, AR.CO. Lisboa